# Apocephalus staurotus
Apocephalus staurotus är en tvåvingeart som beskrevs av Brown 2002. Apocephalus staurotus ingår i släktet Apocephalus och familjen puckelflugor.
Artens utbredningsområde är Peru. Inga underarter finns listade i Catalogue of Life.